# Lista de presidentes da Petrobras
Esta é a lista de presidentes da Petróleo Brasileiro S/A (Petrobras).
É nomeado pelo Governo Federal, na figura do presidente do Brasil. O Governo Federal é o principal acionista da empresa e o nome do presidente deve ser aprovado pela assembleia dos acionistas ordinários (os que tem direito a voto) e, como o Governo é maioria, a sua indicação é sempre vencedora.

## Período Populista(4.ª República)
| Nº | Foto                  | Nome                      | Início                  | Fim                             | Presidente do Brasil  |
| -- | --------------------- | ------------------------- | ----------------------- | ------------------------------- | --------------------- |
| 1  |                       | Juracy Magalhães          | 2 de abril de 1954      | 2 de setembro de 1954           | Getúlio Vargas        |
| 2  |                       | Artur Levy                | 11 de setembro de 1954  | 9 de novembro de 1955           | Café Filho            |
| 2  | 9 de novembro de 1955 | Artur Levy                | 1 de fevereiro de 1956  | Nereu Ramos                     |                       |
| 3  |                       | Janary Gentil Nunes       | 3 de fevereiro de 1956  | 9 de dezembro de 1958           | Juscelino Kubitschek  |
| 4  |                       | Idálio Sardenberg         | 11 de dezembro de 1958  | 2 de fevereiro de 1961          | Juscelino Kubitschek  |
| 5  |                       | Geonísio Carvalho Barroso | 20 de fevereiro de 1961 | 7 de setembro de 1961           | Jânio Quadros         |
| 5  | 7 de setembro de 1961 | Geonísio Carvalho Barroso | 5 de janeiro de 1962    | João Goulart (parlamentarismo)  |                       |
| 6  |                       | Francisco Mangabeira      | 17 de janeiro de 1962   | João Goulart (parlamentarismo)  | 24 de janeiro de 1963 |
| 6  | 24 de janeiro de 1963 | Francisco Mangabeira      | 6 de junho de 1963      | João Goulart (presidencialismo) |                       |
| 7  |                       | Albino Silva              | 11 de junho de 1963     | João Goulart (presidencialismo) | 28 de janeiro de 1964 |
| 8  |                       | Osvino Ferreira Alves     | 28 de janeiro de 1964   | João Goulart (presidencialismo) | 3 de abril de 1964    |

## Ditadura militar(5.ª República)
| Nº | Foto                 | Nome                            | Início                | Fim                   | Presidente do Brasil     |
| -- | -------------------- | ------------------------------- | --------------------- | --------------------- | ------------------------ |
| 9  |                      | Ademar de Queirós               | 7 de abril de 1964    | 15 de abril de 1964   | Ranieri Mazzilli         |
| 9  | 15 de abril de 1964  | Ademar de Queirós               | 30 de junho de 1966   | Castelo Branco        |                          |
| 10 |                      | Irnack Carvalho do Amaral       | 30 de junho de 1966   | Castelo Branco        | 27 de março de 1967      |
| 11 |                      | Arthur Duarte Candal da Fonseca | 27 de março de 1967   | 24 de março de 1969   | Costa e Silva            |
| 12 |                      | Waldemar Levy Cardoso           | 28 de março de 1969   | 31 de agosto de 1969  | Costa e Silva            |
| 12 | 31 de agosto de 1969 | Waldemar Levy Cardoso           | 30 de outubro de 1969 | Junta militar de 1969 |                          |
| 13 |                      | Ernesto Geisel                  | 6 de novembro de 1969 | 6 de julho de 1973    | Emílio Garrastazu Médici |
| 14 |                      | Floriano Peixoto Faria Lima     | 17 de julho de 1973   | 15 de março de 1974   | Emílio Garrastazu Médici |
| 14 | 15 de março de 1974  | Floriano Peixoto Faria Lima     | 1 de outubro de 1974  | Ernesto Geisel        |                          |
| 15 |                      | Araken de Oliveira              | 3 de outubro de 1974  | Ernesto Geisel        | 14 de março de 1979      |
| 16 |                      | Shigeaki Ueki                   | 26 de março de 1979   | 28 de agosto de 1984  | João Figueiredo          |
| 17 |                      | Thelmo Dutra de Rezende         | 28 de agosto de 1984  | 19 de março de 1985   | João Figueiredo          |

## Nova República(6.ª República)
| Nº | Foto                 | Nome                                    | Início                  | Fim                       | Presidente do Brasil      |
| -- | -------------------- | --------------------------------------- | ----------------------- | ------------------------- | ------------------------- |
| 18 |                      | Hélio Beltrão                           | 19 de março de 1985     | 15 de maio de 1986        | José Sarney               |
| 19 |                      | Ozires Silva                            | 19 de maio de 1986      | 21 de junho de 1988       | José Sarney               |
| 20 |                      | Armando Guedes Coelho                   | 21 de junho de 1988     | 23 de janeiro de 1989     | José Sarney               |
| 21 |                      | Orlando Galvão Filho                    | 23 de janeiro de 1989   | 19 de abril de 1989       | José Sarney               |
| 22 |                      | Carlos Sant'Anna                        | 19 de abril de 1989     | 23 de março de 1990       | José Sarney               |
| 23 |                      | Luís Octavio Carvalho da Motta Veiga    | 23 de março de 1990     | 19 de outubro de 1990     | Fernando Collor de Mello  |
| 24 |                      | Eduardo de Freitas Teixeira             | 19 de outubro de 1990   | 27 de março de 1991       | Fernando Collor de Mello  |
| 25 |                      | Alfeu de Melo Valença                   | 2 de abril de 1991      | 21 de agosto de 1991      | Fernando Collor de Mello  |
| 26 |                      | Ernesto Weber                           | 21 de agosto de 1991    | 4 de maio de 1992         | Fernando Collor de Mello  |
| 27 |                      | Benedicto Fonseca Moreira               | 4 de maio de 1992       | 18 de novembro de 1992    | Fernando Collor de Mello  |
| 28 |                      | Joel Mendes Rennó                       | 18 de novembro de 1992  | 1 de janeiro de 1995      | Itamar Franco             |
| 28 | 1 de janeiro de 1995 | Joel Mendes Rennó                       | 8 de março de 1999      | Fernando Henrique Cardoso |                           |
| 29 |                      | José Coutinho Barbosa                   | 8 de março de 1999      | Fernando Henrique Cardoso | 24 de março de 1999       |
| 30 |                      | Henri Philippe Reichstul                | 24 de março de 1999     | Fernando Henrique Cardoso | 21 de dezembro de 2001    |
| 31 |                      | Francisco Gros                          | 2 de janeiro de 2002    | Fernando Henrique Cardoso | 2 de janeiro de 2003      |
| 32 |                      | José Eduardo Dutra                      | 2 de janeiro de 2003    | 22 de julho de 2005       | Luiz Inácio Lula da Silva |
| 33 |                      | Sergio Gabrielli                        | 22 de julho de 2005     | 31 de dezembro de 2010    | Luiz Inácio Lula da Silva |
| 33 | 1 de janeiro de 2011 | Sergio Gabrielli                        | 13 de fevereiro de 2012 | Dilma Rousseff            |                           |
| 34 |                      | Graça Foster                            | 13 de fevereiro de 2012 | Dilma Rousseff            | 4 de fevereiro de 2015    |
| 35 |                      | Aldemir Bendine                         | 6 de fevereiro de 2015  | Dilma Rousseff            | 30 de maio de 2016        |
| 36 |                      | Pedro Parente                           | 30 de maio de 2016      | 1 de junho de 2018        | Michel Temer              |
| 37 |                      | Ivan Monteiro                           | 1 de junho de 2018      | 3 de janeiro de 2019      | Michel Temer              |
| 38 |                      | Roberto Castello Branco                 | 3 de janeiro de 2019    | 13 de abril de 2021       | Jair Bolsonaro            |
| 39 |                      | Joaquim Silva e Luna                    | 16 de abril de 2021     | 13 de abril de 2022       | Jair Bolsonaro            |
| 40 |                      | José Mauro Ferreira Coelho              | 14 de abril de 2022     | 20 de junho de 2022       | Jair Bolsonaro            |
| 41 |                      | Caio Paes de Andrade                    | 28 de junho de 2022     | 4 de janeiro de 2023      | Jair Bolsonaro            |
| —  |                      | João Henrique Rittershaussen (interino) | 4 de janeiro de 2023    | 26 de janeiro de 2023     | Luiz Inácio Lula da Silva |
| 42 |                      | Jean Paul Prates                        | 26 de janeiro de 2023   | 14 de maio de 2024        | Luiz Inácio Lula da Silva |
| —  |                      | Clarice Coppetti (interina)             | 15 de maio de 2024      | 24 de maio de 2024        | Luiz Inácio Lula da Silva |
| 43 |                      | Magda Chambriard                        | 24 de maio de 2024      | —                         | Luiz Inácio Lula da Silva |